# Каплін (Великопольське воєводство)
Каплін (пол. Kaplin, нім. Kapline) — село в Польщі, у гміні Мендзихуд Мендзиходського повіту Великопольського воєводства.
У 1975-1998 роках село належало до Гожовського воєводства.